# European Tour 1967 (The Rolling Stones)
European Tour 1967 bylo koncertní turné britské rockové skupiny The Rolling Stones, které sloužilo jako propagace studiového alba Between the Buttons. Turné bylo zahájeno koncertem v Helsingborgu ve Švédsku a bylo zakončeno koncertem v Athénách v Řecku. Stones vystoupili také v tehdejším komunistickém Polsku. Jednalo se poslední koncertní turné s Brianem Jonesem.

## Setlist
Toto je nejčastější hraný seznam skladeb.
Autory všech skladeb jsou Jagger/Richards.
1. The Last Time
2. Paint It Black
3. 19th Nervous Breakdown
4. Lady Jane
5. Get Off of My Cloud
6. Yesterday's Papers
7. Ruby Tuesday
8. Let's Spend the Night Together
9. Goin' Home
10. (I Can't Get No) Satisfaction

## Sestava
The Rolling Stones
- Mick Jagger – (zpěv)
- Keith Richards – (kytara, doprovodný zpěv)
- Brian Jones – (kytara, harmonika, dulcimer, flétna, varhany)
- Bill Wyman – (baskytara)
- Charlie Watts – (bicí)

## Turné v datech
| Datum                      | Město           | Stát       | Místo                                        |
| -------------------------- | --------------- | ---------- | -------------------------------------------- |
| 25. března 1967 2 koncerty | Helsingborg     | Švédsko    | Idrottens Hus                                |
| 27. března 1967 2 koncerty | Örebro          | Švédsko    | Vinterstadion                                |
| 29. března 1967 2 koncerty | Brémy           | Německo    | Stadthalle                                   |
| 30. března 1967 2 koncerty | Kolín nad Rýnem | Německo    | Sporthalle                                   |
| 31. března 1967            | Dortmund        | Německo    | Westfalenhalle                               |
| 1. dubna 1967 2 koncerty   | Hamburk         | Německo    | Ernst-Merck-Halle                            |
| 2. dubna 1967 2 koncerty   | Vídeň           | Rakousko   | Stadthalle                                   |
| 5. dubna 1967 2 koncerty   | Bologna         | Itálie     | Palazzo Dello Sport                          |
| 6. dubna 1967 2 koncerty   | Řím             | Itálie     | Palazzo Dello Sport                          |
| 8. dubna 1967 2 koncerty   | Milán           | Itálie     | Palalido Palazzo Dello Sport                 |
| 9. dubna 1967 2 koncerty   | Janov           | Itálie     | Palazzo Dello Sport                          |
| 11. dubna 1967 2 koncerty  | Paříž           | Francie    | L'Olympia                                    |
| 13. dubna 1967 2 koncerty  | Varšava         | Polsko     | Palace of Culture and Science, Congress Hall |
| 14. dubna 1967             | Curych          | Švýcarsko  | Hallenstadion                                |
| 15. dubna 1967             | The Hague       | Nizozemsko | Houtrusthallen                               |
| 17. dubna 1967             | Athény          | Řecko      | Panathinaikos Stadion                        |